# Narsha
Narsha (hangul: 나르샤, Narusa, RR: Nareusha), születési nevén Pak Hjodzsin (hangul: 박효진, handzsa: 朴效真, RR: Bak Hyo-jin; 1981. december 28.–) dél-koreai énekesnő és színésznő, a Brown Eyed Girls lányegyüttes tagja. Művészneve a  középkoreai nyelvből származik és azt jelenti, „magasan szárnyalni”.

## Élete és pályafutása
JeA javaslatára csatlakozott a Brown Eyed Girlshöz, a két lány egy középiskolába járt. Mielőtt Brown Eyed Girls néven debütáltak volna, a Crescendo és a Dark Angel nevek is felmerültek az együttes számára.
2010-ben szólókarrierje is elindult, a KBS Cool FM rádió Pump up the Volume (볼륨을 높여요) című műsorának vezetője lett, de csupán néhány hónapig dolgozott itt, mivel az együttese fellépései miatt nem tudott erre koncentrálni. Ebben az évben megjelent NARSHA című középlemeze is.
2012-ben kezdett el televíziós sorozatokban is szerepelni, a Lights and Shadowsban, valamint az Ohlala Couple-ben.

## Diszkográfia

### Középlemezek
| Év     | Album                     | Toplista | Legmagasabb helyezés | Eladás |
| ------ | ------------------------- | -------- | -------------------- | ------ |
| 2010   |                           |          |                      |        |
| NARSHA | Kaon (Gaon) heti lista    | 3        | - KOR: 5000+         |        |
| NARSHA | Kaon (Gaon) havi lista    | 11       | - KOR: 5000+         |        |
| NARSHA | Kaon (Gaon) év végi lista | —        | - KOR: 5000+         |        |

## Kislemezek
| Év   | Cím                                             | Legmagasabb helyezés | Legmagasabb helyezés | Eladás           | Album  |
| Év   | Cím                                             | KOR Kaon (Gaon)      | KOR Billboard        | Eladás           | Album  |
| ---- | ----------------------------------------------- | -------------------- | -------------------- | ---------------- | ------ |
| 2010 | I'm in Love (ft. Szong Dzsongha (Song Jeong-ha) | 6                    | —                    | - KOR: –         | NARSHA |
| 2010 | Ppirippappa (Bbi Ri Bba Bba) (삐리빠빠)         | 6                    | —                    | - KOR: 1 489 583 | NARSHA |
| 2010 | Mamma Mia (맘마미아) (ft. Sunny Hill)           | 6                    | —                    | - KOR: –         | NARSHA |